# La Vernelle

La Vernelle este o comună în departamentul Indre, Franța. În 1 ianuarie 2022 avea o populație de 799 de locuitori.